# Hydra (álbum)
Hydra é o sexto álbum de estúdio da banda holandesa de metal sinfônico Within Temptation, lançado em 31 de Janeiro de 2014. O álbum contém participações de Tarja Turunen, Howard Jones, Xzibit e Dave Pirner.
Esse é o primeiro álbum do Within Temptation a ser gravado com três guitarristas, com Stefan Helleblad fazendo sua estreia no estúdio do Within Temptation em Hydra desde que foi adicionado à banda logo após o lançamento de The Unforgiving em 2011. Hydra também é o primeiro álbum do Within Temptation a apresentar as técnicas de rosnado de Robert Westerholt desde o álbum de estreia da banda, Enter, em 1997.

## Antecedentes e Composição
O processo de composição do álbum começou em 2012 e, na primeira metade do ano, a banda já tinha seis músicas escritas.  O álbum foi originalmente programado para ser lançado mundialmente em setembro, por sua nova gravadora, BMG e na Holanda pela Universal Music.
Em 16 de junho, sem terminar o álbum inteiro, a banda começou a gravar o primeiro videoclipe do novo álbum. Durante uma série de declarações sobre o progresso da gravação do álbum, Westerholt afirmou que o álbum conteria death growls. Em meados de maio, o baixista Jeroen van Veen foi ao estúdio para gravar a base do baixo das primeiras cinco músicas. A banda acabou fechando um contrato de assinatura com a Nuclear Blast na América do Norte. A banda também estabeleceu um acordo de licenciamento com a Dramatico para o lançamento do álbum no Reino Unido. Depois que a bateria e a gravação dos vocais foram concluídas, as gravações finais da guitarra começaram em 26 de agosto e terminaram em 22 de outubro.
Em 30 de agosto, a banda anunciou que o single principal “Paradise (What About Us?)” seria lançado como um EP, que também apresentaria três faixas do próximo álbum em sua forma demo, sendo elas “Let Us Burn”, “Silver Moonlight” e “Dog Days”. Ao fazer esse anúncio, den Adel disse: “Ao lançar essas demos, queremos convidá-los a entrar em nosso estúdio caseiro e mostrar como capturamos ideias de músicas em um estágio inicial da criação de um novo álbum. Essas versões demo estão longe do som final do álbum, mas darão uma ideia do que estamos trabalhando. Será fascinante ouvir como o resultado final soará quando o álbum for lançado”. Depois de anunciar que o single principal contaria com um músico convidado, em 13 de setembro a banda anunciou oficialmente que Tarja Turunen apareceria como vocalista especial na música-título.
O nome do álbum foi revelado em 8 de novembro, juntamente com as músicas, os músicos convidados e a capa do álbum, que foi desenhada por Romano Molenaar, o mesmo artista que desenhou a capa de The Unforgiving. Durante uma entrevista para o Ultimate Guitar Archive, den Adel disse que a principal melhoria em relação aos dois últimos álbuns é a transição do metal sinfônico em si para um metal mais variado e orientado para vários sons. O título do álbum se refere à ampla variedade de gêneros musicais que a banda promove em cada lançamento original. Sobre o conceito, o guitarrista Robert Westerholt comentou: “Hydra é um título perfeito para o nosso novo álbum, pois, assim como o próprio monstro, a gravação representa as diferentes variações de nossa música”. De acordo com a mitologia grega, a hidra era uma serpente gigante com muitas cabeças que não podia ser decapitada porque, para cada cabeça cortada, duas cabeças surgiam.

### Estrutuora e inspiração
Ao responder a um fã durante uma sessão de perguntas e respostas no Twitter, den Adel comentou que a principal inspiração para as músicas do álbum foram “as grandes coisas da vida”. A primeira faixa, “Let Us Burn”, é mais orientada para a guitarra, com menos orquestrações e apresenta um ar de melancolia, a fim de propor “uma emoção real e direta de certa forma”. “Dangerous”, a segunda faixa e segundo single, é sobre os caçadores de emoções e aventureiros, ilustrando as pessoas que precisam viver no limite. A música contém riffs rápidos, sintetizadores distorcidos, um uso excessivo do baixo da bateria em comparação com as estruturas musicais típicas da banda e apresenta uma natureza rápida e pesada que combina bem com o tema, assim como o videoclipe, que apresenta o renomado paraquedista Jokke Sommer deslizando pelo ar e fazendo acrobacias.
“And We Run” foi a primeira faixa da banda a conter vocais de rap em um dueto inesperado com o rapper americano Xzibit. De acordo com den Adel, o principal motivo pelo qual a banda decidiu convidá-lo foi sua mente aberta para fazer experiências. A música se apresenta com um piano e o canto limpo de den Adel até o refrão, quando ela usa sua voz aguda até a entrada de Xzibit, contrastando com seus vocais de rap e sua voz escura e profunda. Xzibit teve permissão para fazer suas partes à sua maneira, pois a banda queria que a música fosse original e viesse da perspectiva do rapper. De acordo com Westerholt, houve uma crítica inicial sobre a colaboração, pois parecia estar muito longe de seu estilo musical original, e depois um elogio inesperado para a música.
A primeira faixa a ser revelada foi “Paradise (What About Us?) ”. Por ser mais próxima de suas raízes do metal sinfônico, a banda optou por convidar a colega de gênero musical e ex-vocalista do Nightwish, Tarja Turunen, pois também está em sua zona de conforto. Sobre a colaboração com Turunen, den Adel afirmou que eles “se encaixaram imediatamente, não apenas de forma criativa, mas também pessoal”, pois “parecia completamente natural que [eles] fizessem isso juntos”.
Em termos de letra, a música fala sobre coletividade e se baseia no discurso proferido pelo general de quatro estrelas aposentado Peter van Uhm em 4 de maio de 2013, que abordou a importância de não pensar apenas em “você” ou “eles”, mas em “nós”.  Ao analisar o EP anterior, o crítico Simon Bower a descreveu como “toda música utópica de fãs de metal liderada por mulheres”, principalmente por causa do dueto citado.

## Faixas

### Edição padrão
| N.º | Título                                                      | Compositor(es)                       | Duração |  |
| 1.  | "Let Us Burn"                                               | Robert Westerholt, Daniel Gibson     | 5:31    |  |
| 2.  | "Dangerous" (Participação de Howard Jones)                  |                                      | 4:52    |  |
| 3.  | "And We Run" (Participação de Xzibit)                       |                                      | 3:50    |  |
| 4.  | "Paradise (What About Us?)" (Participação de Tarja Turunen) | Sharon den Adel, Martijn Spierenburg | 5:22    |  |
| 5.  | "Edge of the World"                                         |                                      | 4:55    |  |
| 6.  | "Silver Moonlight"                                          | Sharon den Adel, Martijn Spierenburg | 5:17    |  |
| 7.  | "Covered by Roses"                                          |                                      | 4:48    |  |
| 8.  | "Dog Days"                                                  | Sharon den Adel, Martijn Spierenburg | 4:47    |  |
| 9.  | "Tell Me Why"                                               |                                      | 6:12    |  |
| 10. | "Whole World is Watching" (Participação de Dave Pirner)     |                                      | 4:03    |  |

## Desempenho nas paradas
| Parada (2014)                             | Melhor posição |
| ----------------------------------------- | -------------- |
| Austrália (ARIA)                          | 26             |
| Áustria (Ö3 Austria Top 40)               | 5              |
| Bélgica (Ultratop Flandres)               | 4              |
| Bélgica (Ultratop Valônia)                | 13             |
| Canadá (Billboard)                        | 25             |
| República Tcheca (ČNS IFPI)               | 1              |
| Países Baixos (Dutch Charts)              | 1              |
| Dinamarca (Hitlisten)                     | 27             |
| Finlândia (Suomen virallinen lista)       | 2              |
| França (SNEP)                             | 13             |
| Alemanha (Offizielle Deutsche Charts)     | 4              |
| Irlanda (IRMA)                            | 87             |
| Itália (FIMI)                             | 73             |
| Japão (Oricon)                            | 22             |
| Noruega (VG-lista)                        | 15             |
| Polónia (ZPAV)                            | 4              |
| Portugal (AFP)                            | 11             |
| Russian Albums                            | 9              |
| Escócia (Official Scottish Albums)        | 5              |
| Espanha (PROMUSICAE)                      | 28             |
| Suécia (Sverigetopplistan)                | 12             |
| Suíça (Schweizer Hitparade)               | 2              |
| Reino Unido (Official Albums Chart)       | 6              |
| Reino Unido (UK Independent Albums Chart) | 2              |
| UK Rock & Metal Albums (OCC)              | 1              |
| Estados Unidos (Billboard 200)            | 16             |
| Estados Unidos (Digital Albums)           | 12             |
| Estados Unidos (Top Rock Albums)          | 4              |
| Estados Unidos (Top Hard Rock Albums)     | 1              |

| Parada (2014)                      | Melhor posição |
| ---------------------------------- | -------------- |
| Belgian Albums (Ultratop Flanders) | 77             |
| Belgian Albums (Ultratop Wallonia) | 134            |
| Dutch Albums (MegaCharts)          | 35             |
| Swiss Albums (Schweizer Hitparade) | 90             |
| US Billboard Hard Rock Albums      | 45             |